# دشتك عليا آبريز (مقاطعة تشرام)
دشتك عليا آبريز (بالفارسية: دشتک علیا آبریز) هي قرية تقع في قسم بشتة ذيلايي الريفي (مقاطعة تشرام) في إيران.